# Молодша гілка
Молодша гілка або кадетська гілка — складається з нащадків по чоловічій лінії молодших синів монарха чи патріарха (кадетів). У правлячих династіях і знатних родинах більшої частини Європи та Азії основні активи родини (володіння, титули, феодальні володіння, власність і доходи) історично передавалися від батька до його первістка у так званому первородстві; молодші сини, кадети, успадковували менше багатства та авторитету (наприклад, невеликий апанаж), щоб передати майбутнім поколінням нащадків.
У сім'ях і культурах, у яких це не було звичаєм чи законом, наприклад у феодальній Священній Римській імперії, рівномірний розподіл сімейних володінь між членами чоловічої статі врешті-решт міг настільки роздробити спадок, що він став занадто малим для підтримки нащадків на соціально-економічному рівні свого прабатька. Більше того, брати та їхні нащадки іноді сварилися за свої наділи, а то й відчужувалися. Хоча прімогенітура стала звичайним способом збереження сімейного багатства та зменшення сімейних суперечок, вона робила це за рахунок молодших синів та їхніх нащадків. І до, і після законодавства країни щодо спадкування за першородством молодші брати іноді змагалися зі старшими братами, щоб бути обраними спадкоємцями свого батька, або, після того, як вибір було зроблено, прагнули узурпувати право первородства старшого.

## Статус
У таких випадках головна відповідальність за підвищення престижу, звеличення та багатства родини для майбутніх поколінь лягала на старшу гілку. Від кадета, маючи менші кошти, не чекали створення сім'ї. Якщо кадет вирішив створити сім'ю, її члени повинні були підтримувати соціальний статус сім'ї, уникаючи принижень, але могли продовжувати надто принизливі чи занадто ризиковані для вищої гілки справи, такі як еміграція до іншого суверенного монарха, участь у торгівлі або професія, така як юрист, священик, науковець, військовик чи урядовий службовець.
Деякі кадетські гілки успадкували корону старшої лінії, наприклад, графи Бурбони герцоги Вандомські зійшли на трон Франції (після громадянської війни) у 1593 році; дім Савойя-Каріньян успадкував королівства Сардинія (1831) та Італія (1861); пфальцграфи Цвайбрюкенські отримали Пфальцьке курфюрство Рейну (1799) і Баварське королівство (1806); і скинутий герцог Нассауський був відновлений до суверенітету у Великому Герцогстві Люксембург (1890).
В інших випадках молодша гілка затьмарила старші лінії за рангом і владою, наприклад, курфюрсти та королі Саксонії, які були молодшою гілкою дому Веттінів, ніж великі герцоги Саксен-Веймарські.
Ще більш молодша гілка Веттінів, очолювана правителями невеликого Саксен-Кобург-Готського герцогства, шляхом дипломатії або шлюбу в XIX і XX століттях отримала або стала дружиною і батьком королівських корон Бельгії, Португалії, Болгарії та держав Співдружності. Крім того, шлюб із чоловіками-кадетами з дому Ольденбург (Гольштейн-Готторп), Поліньяк і Бурбон-Парма привів ці династії по батьківській лінії до тронів Росії, Монако та Люксембургу відповідно. Нідерландський королівський дім у різні часи був кадетською гілкою Мекленбурга та Ліппе (-Бістерфельда). У державах Співдружності нащадки принца Філіпа, герцога Единбурзького по чоловічій лінії, є кадетами дому Глюксбургів.
Існував ризик того, що кадетські гілки, які утримували законних спадкоємців, могли впасти в статусі через скорочення багатства, яке було надто мізерним, щоб пережити мінливі політичні потрясіння (правові механізми у фракціоналізмі чи революції загарбників, смертні злочини та показові процеси), а також через непопулярність чи віддаленість від панівна лінія.
- Останній «принц» Капетингської гілки принців де Куртене помер у 1733 році, не визнавши його короною династичними принцами крові, незважаючи на беззаперечне, але віддалене походження по чоловічій лінії від Людовика VI Французького.
- Принципі дф Оттаджано (з дому Медічі) були спадкоємцями великого герцогства Тоскани, коли 1737 року помер останній чоловік більш старшої гілки роду. Але вони були обійдені втручанням великих європейських держав, які присвоїли титул правителів Тоскани Франческо II Стефано, дому Габсбургів-Лотаринзьких.
- Романови, які домінували на російському троні (завдяки спорідненості через шлюб з царем Іваном Грозним) з 1613 року до кінця монархії, почали неохоче наголошувати, що вони походять від правителя-засновника IX століття Рюрика після 1880 року, коли цар Олександр II одружився з Катериною Долгоруковою, княгинею з Рюриковичів. Частково це було тому, що пізніші діти кадетів могли бути відсторонені, а частково тому, що шлюб вважався морганатичним, оскільки Олександр довгий час був пов'язаний з Катериною як своєю коханкою.

## Відомі кадетські відділення
- Йоркський дім: нащадки четвертого сина Едуарда III Плантагенета, короля Англії, які в ході Війни троянд (1455—1485) змістили з англійського престолу агнатично старшу лінію Плантагенетів, гілку Ланкастерів (1461), щоб потім остаточно витіснити самих Ланкастерів, Генрі Тюдор, граф Річмонд, який отримав корону шляхом завоювання від Річарда III (серпень 1485). Як і Генріх VII, він взяв за королеву-консортку спадкоємицю кадетської гілки, Єлизавету Йоркську, в січні 1486 року. Їхній син, Генріх VIII, таким чином об'єднав у своїй особі і на англійському троні обидві гілки Плантагенетів, і започаткував дім Тюдорів, який правив Англією до 1603 року.
- Дім Шлезвіг-Гольштейн-Зондербург-Глюксбург: нащадки молодшого сина короля Данії Крістіана III (з дому Ольденбургів), які згодом стали монархами Данії, Норвегії та Греції.
- Дім Бурбонів: нащадки молодшого сина Людовика IX Французького, який в особі Генріха IV Французького успадкував трон Франції від старшої Капетингської лінії Валуа у 1589 році і від якої походять Бурбони — королі Іспанії (включаючи Карлістську та Французьку легітимістську лінії), королі Двох Сицилій та суверенні герцоги Пармські, які в даний час правлять у Великому Герцогстві Люксембург по кадетській лінії. Також від Людовика XIII де Бурбона походить кадетська гілка, відома як Орлеанський дім[1], до якої належать король-громадянин Луї-Філіп, орлеаністичні претенденти на трон Франції (Анрі, граф де Парі, герцог де Франс), а також Орлеанський дім Браганса.
- Дім Гонзага: шляхетський рід, що правив у Мантуї, налічував у своїй династії кілька кадетських гілок.
- Дім Ґізів: хоча герцоги Лотарингії користувалися континентальною незалежністю, вони номінально були васалами імператорів Священної Римської імперії, а їхнє геополітичне значення полягало не стільки в розмірі їхніх володінь, скільки в їхньому вирішальному розташуванні між конкуруючими французькою та німецькою націями. Молодший брат герцога Антуана, Клод Лотаринзький, був удільним володарем Ґізів у Франції і в пошуках своєї долі подався до французького двору. Там він отримав титул герцога Ґіза як член перства Франції, а його нащадки по чоловічій лінії відтепер отримали титул принца-іноземця. Коли кальвіністська форма протестантизму широко поширилася серед шляхетства і торговельного класу Франції, нащадки Клода прийняли Контрреформацію і утворили Католицьку лігу, щоб запобігти успадкуванню протестантського монарха або захопленню трону останніх королів Валуа. Керівництво Лігою дало Ґізам неперевершену владу у французькій політиці. Їхня провідна роль під час релігійних війн у Франції ще більше розширила їхній вплив на європейські справи аж до вступу на престол дому Бурбонів у 1593 році і була набагато більшою, ніж у їхніх старших двоюрідних братів, що правили в Нансі.
- Мандела: Нельсон Мандела, покійний президент Південно-Африканської Республіки, був правнуком по чоловічій лінії короля Нгубенгкука з народу тембу південноафриканських коса. Як би там не було, він — і його колеги з гілки Мандели правлячої королівської династії Тембу Амахала — не мають права успадковувати трон предків, оскільки всі вони походять від морганатичного шлюбу Нгубенгкуки з жінкою з ритуально нижчої сім'ї. Таким чином, їхня традиційна роль у королівстві — спадкові таємні радники монархів Тембу, які самі не можуть успадкувати трон. Крім того, визнаний лідер сім'ї, вождь Мандла Мандела, за традицією також є вождем племені Мвезо під владою свого родича, верховного вождя Тембуленду, нині короля Буєлехая Даліндьєбо.
- Спенсери: комітальна гілка родини Спенсерів походить від Джона Спенсера, молодшого сина Чарльза Спенсера, 3-го графа Сандерленда та леді Анни Черчілль. Старший син подружжя, Роберт, успадкував батьківський титул графа Сандерленда. Коли Роберт, 4-й граф Сандерленд, помер без спадкоємця, його батьківські титули перейшли до його молодшого брата Чарльза, який пізніше успадкував титул герцога Мальборо після смерті своєї тітки Генрієтти і став 3-м герцогом Мальборо. Нащадки Чарльза (пізніше відомі як Спенсер-Черчілль) стали старшою гілкою родини Спенсерів. Його молодший брат Джон мав єдиного сина, також названого Джоном, який став 1-м графом Спенсером. З лінії графів Спенсерів походить багато видатних діячів, в тому числі Діана, принцеса Уельська, чий син Вільям, принц Уельський, є спадкоємцем корони Сполученого Королівства.
- Веллінгтони: Артур Веллеслі, молодший брат Річарда Веллеслі, 2-го графа Морнінгтона, почав свою кар'єру як протеже свого старшого брата. Він вступив на військову службу, традиційне заняття молодших синів. З 1809 по 1814 рік він здобув низку дуже значних перемог і був нагороджений низкою висхідних титулів: барон Дору, віконт Веллінгтон, граф Веллінгтон, маркіза Веллінгтон і, нарешті, герцог Веллінгтон. Нащадок барона Коулі, молодшого брата Річарда Веллеслі, став графом Коулі у складі Перства Сполученого Королівства, його молодша лінія сім'ї, таким чином, також досягла вищого статусу, ніж графство Морнінгтон у складі Перства Ірландії.
- У випадку з Домом Саудів прізвище «Аль-Сауд» носить будь-який нащадок Мухаммада бін Сауда або його трьох братів: Фархана, Тунайяна та Мішарі. Інші гілки родини Аль-Сауд, такі як Аль-Кабір, Аль-Джилуві, Аль-Тунайян, Аль-Мішарі та Аль-Фархан, є кадетськими гілками. Члени кадетських гілок займають високі і впливові посади в уряді, але вони не є спадкоємцями саудівського престолу. Багато членів кадетської гілки одружуються з представниками Аль-Саудів, щоб відновити свій родовід і продовжувати мати вплив в уряді[2][3]. Сини, дочки, онуки та онучки Ібн Сауда по батьківській лінії називаються «Його Королівська Вельможність», на відміну від тих, хто належить до кадетської гілки, яких називають «Його Вельможність», і, крім того, правлячий король має титул Хранителя двох святинь[2][3][4].
- В афганській династії Мухаммадзай звертання «сардар» (принц) відноситься до всіх нащадків Пайінда Мухаммад Хана, патріарха династії Мухаммадзай. Кадетські гілки Мухаммадзаїв визначаються за відповідним сином Паїнда Мухаммада, через якого сходить принц. Кадетські гілки включають Телаї, нащадків Султана Мухаммеда-хана, до яких належали король Загір-шах, принц Дауд Хан і професор принц Абдул Халек; Сераджі, нащадків Дост Мухаммеда Хана, до яких належав король Аманулла-хан, і Шагасі, нащадків інших дітей Пайінда Мухаммеда Хана, до яких належали Лойнаб Шир Діл і принц Алі Хан Шагасі[5][6].